# Martim Pais Ribeira
Martim Pais Ribeira (1170 - depois de 1235) foi um nobre e Cavaleiro medieval do Reino de Portugal, tendo sido Rico-homem da Casa do rei Sancho II. Exerceu o cargo de Governador, pelo menos em 1229 e 1235, da localidade de Lanhoso, freguesia portuguesa do concelho de Póvoa de Lanhoso. Foi o fundador da linhagem de Berredo.

## Relações familiares
Foi filho de Paio Moniz de Ribeira e de Urraca Nunes de Bragança. Casou com Maria Pais de Berredo (ou de Valadares), filha de Paio Soares de Valadares e de Elvira Vasques de Soverosa de quem teve:
- Gil Martins Ribeira (morto no Mosteiro de Fonte Arcada en 1247),[4]
- Lourenço Martins da Ribeira ou Berredo (1192 -?) casou com Teresa Pais ou com Teresa Rodrigues de Briteiros, que depois de enviuvar, foi monja no Mosteiro de Lorvão.[4]
- Teresa Martins da Ribeira ou Berredo (morta depois de 1264), casou antes de Maio de 1240 com João Pires da Veiga,[5] filho de Pero Mendes Azevedo.

- Aldara Martins da Ribeira casou com Fernão Lopes,[5]

- Elvira Martins da Ribeira casou com  N... Nunes e depois foi monja em Lorvão. Em 1264, com sua irmã, doa bens em Oliveira do Douro ao Mosteiro de Grijó.[5]